# Антонина и Александар
Александар и Антонина су хришћански мученици. 
Обоје су били хришћани из Александрије. Прво је Антонина изведена на суд и на мучење. У хришћанској традицији помиње се да је, кад су њу бацили у тамницу, Александар по наређењу анђела, отишао у тамницу (иако дотле непознат Антонини), огрнуо је својим војничким плаштом, рекао јој да обори главу и да иде кроз стражаре пред вратима. Тако је ова девица побегла, а војник остао у тамници. Тада су извели Александра пред судију и почели мучити због вере у Исуса Христа. Када је чула за то Антонина, се сама пријавила судији, који их је обоје ставио на разне муке. Одсекао им је руке, потом их тукао по голом телу, а ране им палио свећама, и најзад бацио у ватру, која је била наложена у једној рупи, и затрпао их земљом. Пострадали су због вере у Исуса Христа 3. маја (16. маја) 313. године. 
Српска православна црква слави их 10. јуна по црквеном, а 23. јуна по грегоријанском календару.